# Palazzo Balbi-Valier Sammartini

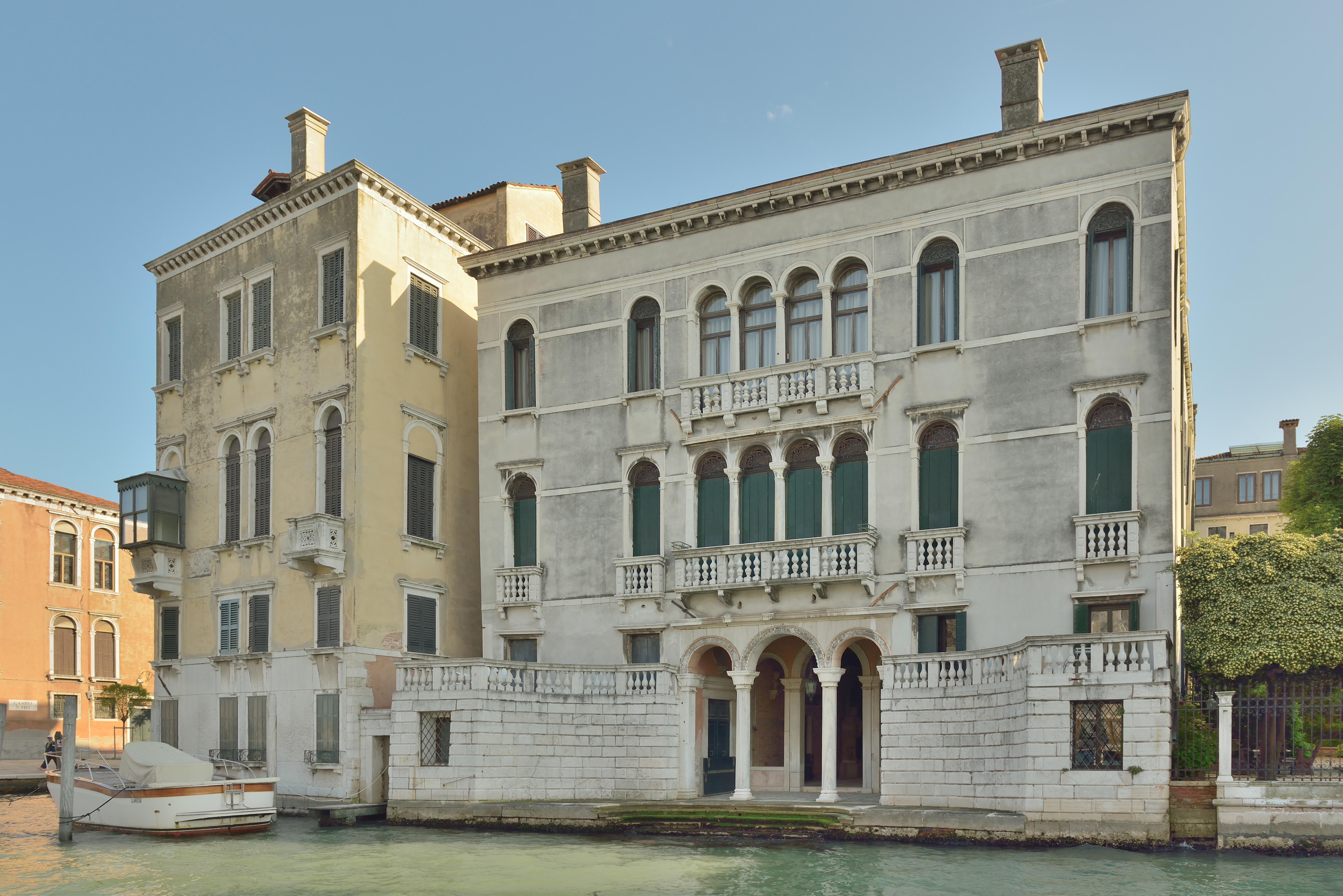
Frontfassade des Palazzo Balbi-Valier Sammartini

Palazzo Balbi-Valier Sammartini (auch Palazzo Molin Balbi Valier della Trezza oder Palazzo Balbi Valier) ist ein Palast in Venedig in der italienischen Region Venetien. Er liegt im Sestiere Dorsoduro mit Blick auf den Canal Grande zwischen dem Palazzo Contarini Polignac und dem Palazzo Loredan Cini, in der Nähe des Campo San Vio.

## Geschichte
Der Palazzo wurde ursprünglich in gotischem Stil erbaut, aber im 17. Jahrhundert durch ein moderneres Gebäude ersetzt. 1828 wurde er durch Anlage des angrenzenden Parks bereichert, dort eingebettet, wo einst der baufällige Palazzo Paradiso stand. Heute ist er in mehrere Anwesen aufgeteilt und beherbergt auch eine Kunstgalerie.

## Beschreibung
Die dreigeteilte Fassade des Palastes, die im 17. Jahrhundert geschaffen wurde, wirkt durch zwei besondere Baukörper, die symmetrisch auf beiden Seiten vorspringen und aus Steinen aus Istrien vor den Innenmauern gebaut sind, vornehm. Sie sind von der dreiteiligen Eingangstüre aus zum Wasser hin gebogen und rahmen eine unübliche Terrasse zum Canal Grande hin ein. In den oberen Geschossen findet man zwei Vierfachfenster und vier Paar einfacher Fenster.
Innen befindet sich ein Hof mit Brunnen, über dem sich ein Vierfachfenster und ein venezianisches Fenster mit drei Öffnungen öffnen. An der hinteren Fassade gibt es ein riesiges Barockportal im Erdgeschoss, geschmückt durch ein imposantes Wappen.